# Russischer Orden der Heiligen Katharina
Der Orden der Heiligen Großmärtyrerin Katharina (russisch Орденъ святой  великомученницы Екатерины/ Orden swjatoj wjelikomutschennitzy Jekateriny) war ein zweiklassiger Damenorden im kaiserlichen Russland und ist heute ein einstufiger Verdienstorden der Russischen Föderation.

## Geschichte

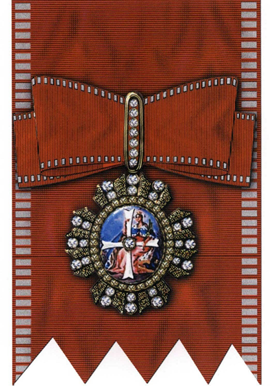
Kreuz und Schulterband des Katharinen-Ordens der Russischen Föderation

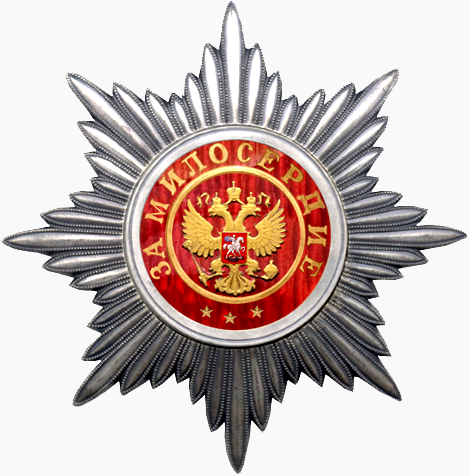
Bruststern (Russische Föderation)

Der Orden wurde am 25. November 1714 vom Zaren Peter I. gestiftet und sollte ursprünglich den Namen „Orden der Befreiung“, (Orden Oswoboshdenija) tragen und ein Andenken an die Rettung Peters und seiner Armee aus der Einkreisung durch die türkische Armee beim Pruthfeldzug von 1711 sein. Ein ehrenhafter Rückzug war nur deshalb möglich, weil die Zargemahlin (Zariza) Katharina Aleksejewna (später Katharina I.) ihren ganzen Schmuck dem türkischen Großwesir Baltaji Mehmed Pascha „schenkte“, um Peter vor der Gefangennahme zu retten.
Die ersten Statuten des Katharinenordens wurden 1713 veröffentlicht. Die Großmeisterin des Ordens war stets bis zur 1917 die Zariza. Zu Peters Lebzeiten wurde er nur an Zariza Katharina verliehen. Paul I. schuf 1797 die endgültige Version der Statuten. Er war nun in zwei Klassen geteilt, Großkreuz-Damen und Kleinkreuz- oder Ritter-Damen. Das Großkreuz stand allen russischen Großfürstinnen (weiblichen Mitgliedern der kaiserlichen Familie) durch Geburt oder durch Heirat in die Familie zu, außerdem konnten es 12 hochadelige Damen bekommen. Das Kleinkreuz war auf 94 Trägerinnen begrenzt. Der Orden erhielt, nach dem Orden des Heiligen Andreas des Erstberufenen, den zweiten Platz in der Rangfolge der russischen Orden. Nach dem Ende der Monarchie im März 1917 wurde der Orden nicht mehr verliehen.
Im Mai 2012 wurde er als Auszeichnung der Russischen Föderation neu gestiftet. Er wird nur in einer Klasse verliehen (ehem. Großkreuz). Neben Alexander Alexandrowitsch Menschikow (1727) ist Eduard Alexandrowitsch von Falz-Fein (2012) der einzige Mann, der je zum Katharinen-Ordensritter ernannt worden ist.

## Insignien
Das Großkreuz des Katharinenordens ist ein mit Brillanten besetztes Ruppertkreuz mit (im Avers) einem ovalen, ebenfalls von Brillanten umgebenen Mittenmedaillon. Das Medaillon zeigt die in Emaillemalerei ausgeführte Figur der sitzenden Heiligen Katharina, die ein weißes Ankerkreuz vor sich hält. In der linken Hand hält sie einen Palmenzweig, zu ihren Füßen sieht man einen Teil eines Folterrades. Bei den ältesten Insignien befindet sich in der Mitte des Ankerkreuzes ein kleines Kreuz aus Brillanten, Symbol des Lichtes des Evangeliums.
Oben auf der rechten Seite der Figur der Heiligen ist ein kleines rundes Medaillon mit dem Buchstaben „R“. In den Winkeln des Ankerkreuzes befindet sich die Buchstaben „D S F R“ („Domine, salvum fac regem“, „Gott, beschütze den Zaren“). Der Revers des Ordenszeichens hat im Mittenmedaillon die Abbildung eines Turms mit einem Adlernest auf der Spitze und am Fuße des Turms zwei Adler, die Schlangen in den Schnäbeln halten. Über dem Bilde schwebt die Inschrift Aequant munia comparis (etwa: „Durch Werke dem Gemahl gleich“).
Das Großkreuz wurde an einem roten, weiß eingefassten Schulterband von der rechten Schulter zur linken Hüfte getragen, unter einer Schleife mit der silbernen kyrillischen Inschrift За любовь и Отечечество (Za Ljubowj i Otjetschestwo (russisch), deutsch ‚Für Liebe und Vaterland)‘. Die Schleife des Kleinkreuzes wurde an der linken Schulter getragen.
Der Bruststern zum Großkreuz ist achtstrahlig und auf seiner ganzen Fläche mit Brillanten besetzt. Das runde Mittenmedaillon ist rot, hat in seiner Mitte die Abbildung eines Diadems, das von der Ordensdevise umgeben ist. Über dem Mittenmedaillon eine mit Brillanten besetzte Zarenkrone. Ab 1855 führte man Sparmaßnahmen ein: das Kleinkreuz wurde mit Strassverzierung anstatt Brillanten vergeben.

## Galerie

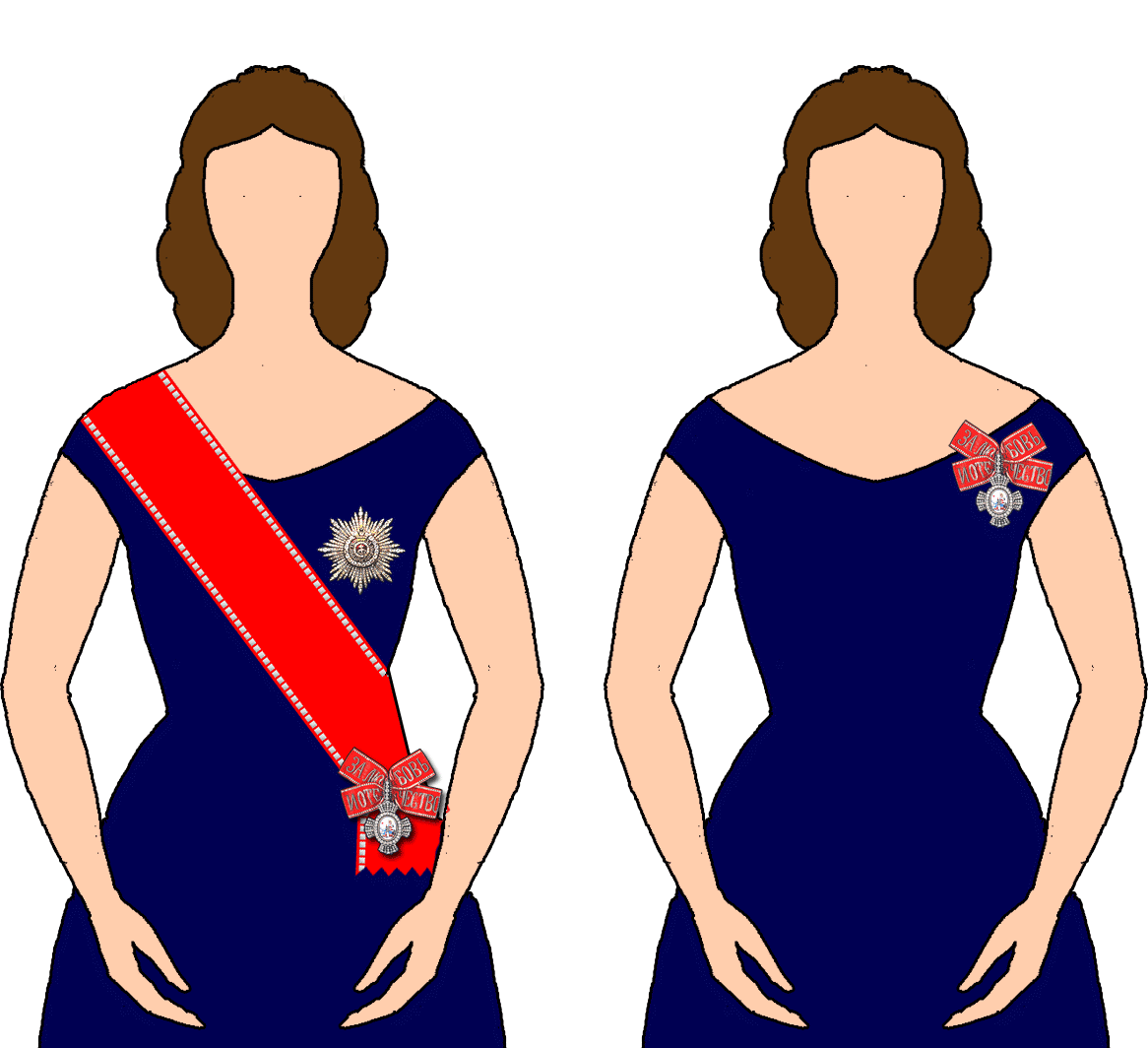
Trageweise von Groß- (links) und Kleinkreuz (rechts)
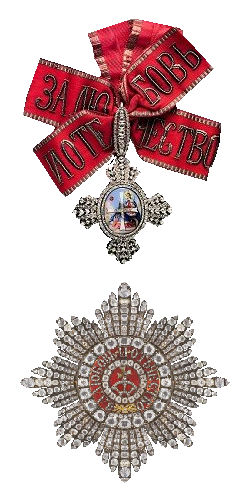
Großkreuz und Bruststern
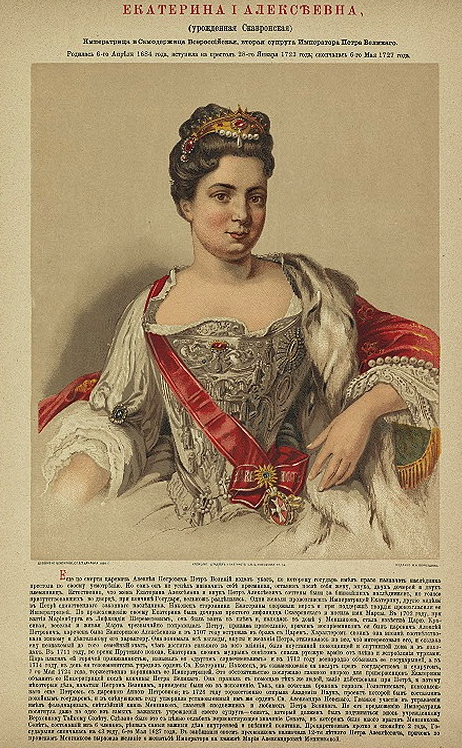
Katharina I. als Großmeisterin
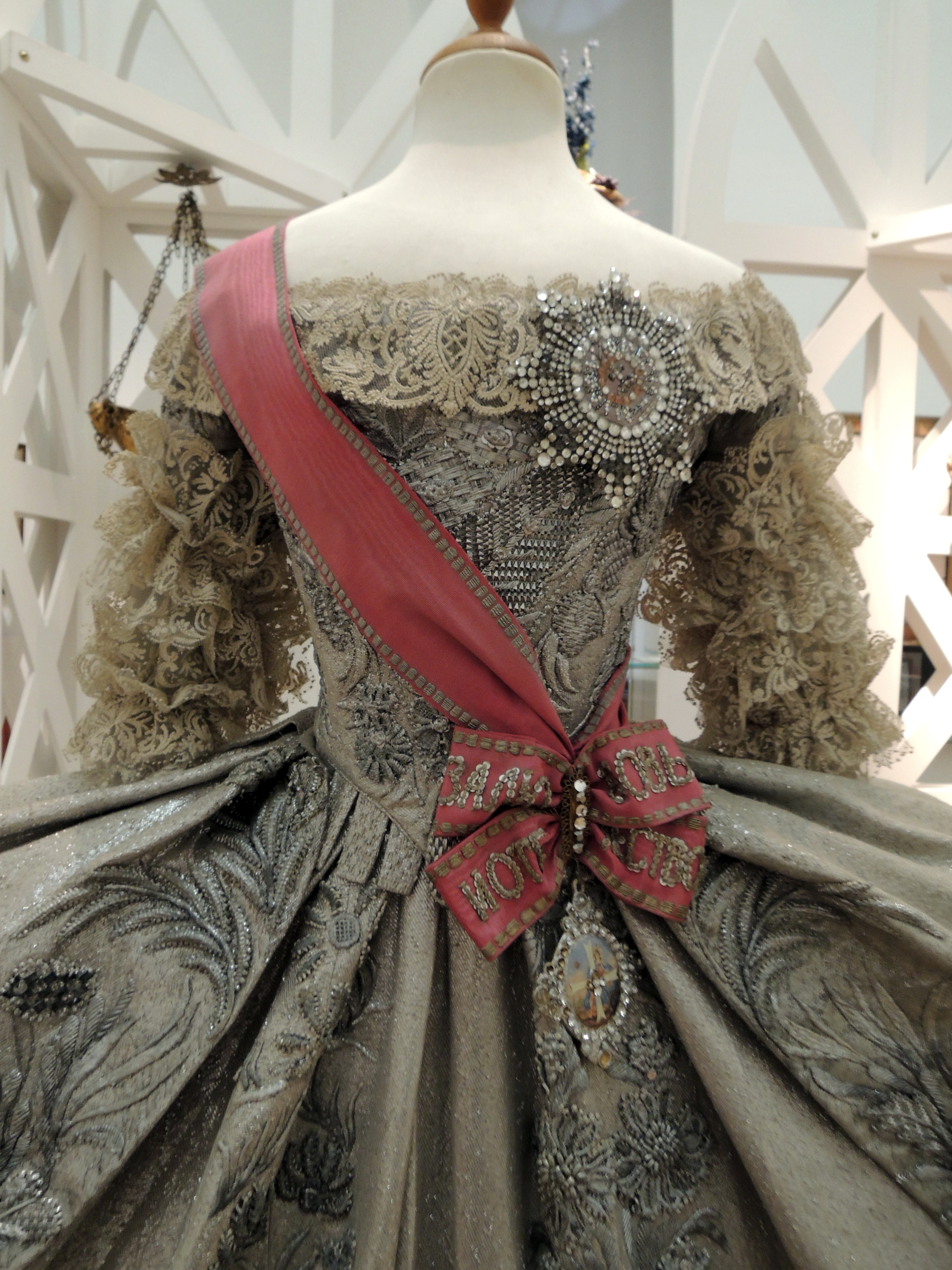
Replik des Hochzeitskleids Katharinas II.
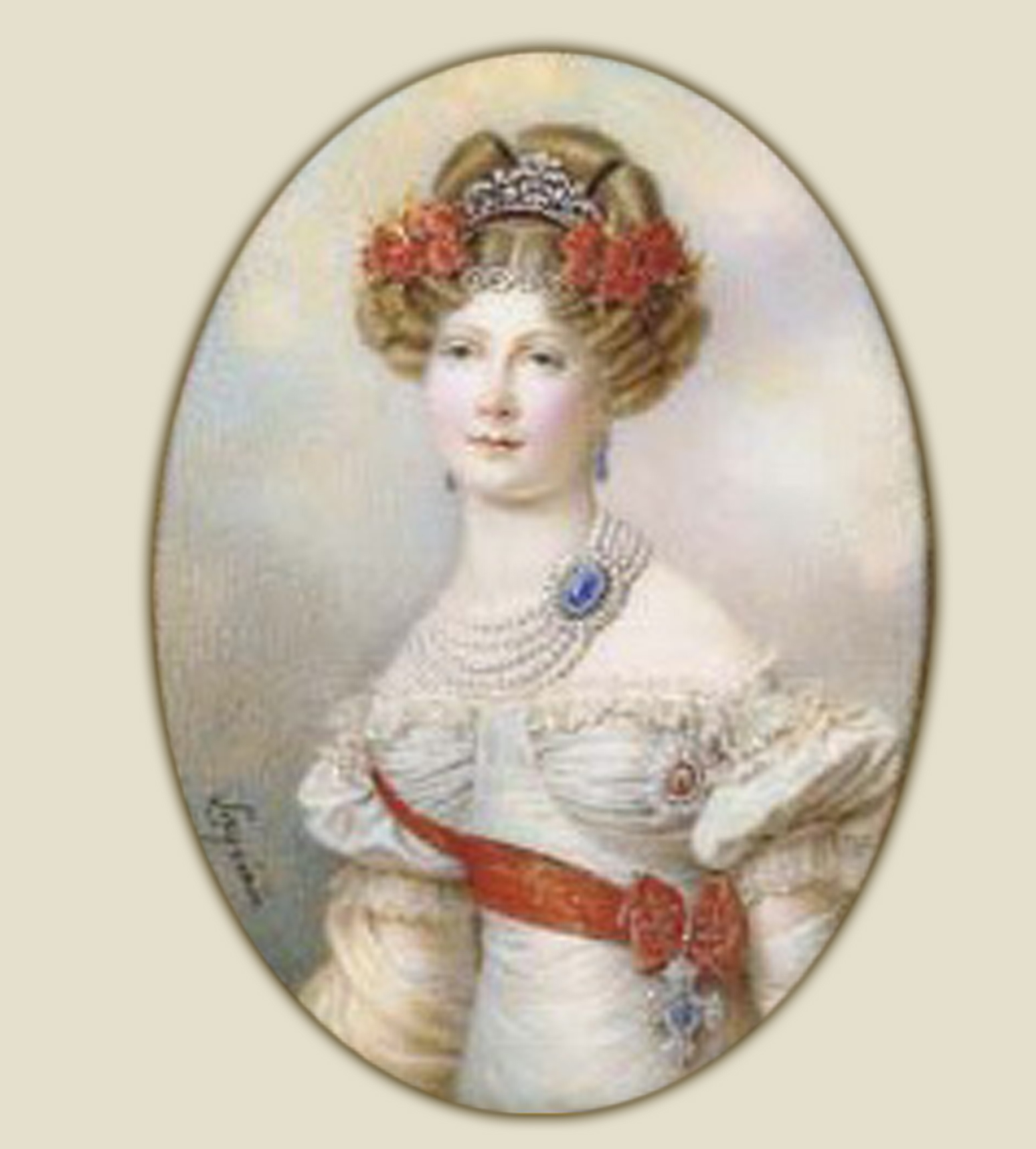
Charlotte von Württemberg mit Großkreuz
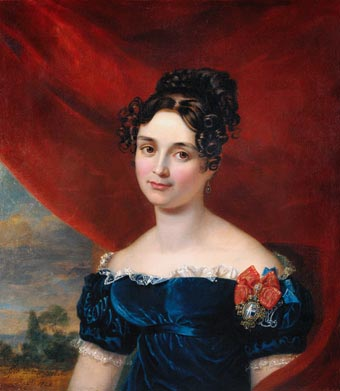
Marija Jakowlewna Naryschkina mit Kleinkreuz